# Baïse Darré
Pour les articles homonymes, voir Baïse (homonymie).
La Baïse Darré est une rivière française des Pyrénées qui coule en Gascogne dans le Sud-Ouest de la France c'est un affluent de la Petite Baïse, donc un sous-affluent de la Garonne par la Baïse.

## Hydronymie
L'hydronyme Baïse serait d'origine pré-indo-européenne, dérivé du basco-aquitain ibaia (fleuve, rivière)[réf. souhaitée]. L'explication par ibaia s'explique mal si le nom ancien est Vanesia (IVe siècle), la conscience du -n- étymologique étant encore présente dans l'attestation de 1213, Flumen Banisia.
Contre l'usage général, les Néracais, les Condomois, les Lavardacais, prononcent « bè-ïse » et non « ba-ïse ». Ceci s'explique par l'écriture ancienne de l'hydronyme avec l'orthographe Bayse (carte Cassini). Le Y représentant deux i, l'un s'associe avec le a de la première syllabe pour former le son [ε], l'autre s'associe avec la dernière syllabe pour former -ise. Il s'agirait donc d'un orthographisme local, qui expliquerait cette prononciation du nom Baïse. La plupart des touristes ont souvent une hésitation quant à la prononciation correcte, cependant plus claire que celle de Cassini. L'exemple de la prononciation occitane, [ba'izə] à Buzet, [ba'izò] à Nérac, permet de respecter davantage l'étymologie en articulant clairement le a, même en français.

## Géographie
De 10,4 km de longueur, la Baïse Darré prend sa source sur le plateau de Lannemezan dans les Hautes-Pyrénées commune de Avezac-Prat-Lahitte et  se jette dans la Petite Baïse sur la commune de Campistrous

### Communes et département traversés
- Hautes-Pyrénées : Avezac-Prat-Lahitte, Lannemezan, Capvern, Campistrous, Clarens.

## Principal affluent
- Le Ricaud : 3,1 km